# أدولف ميندي
أدولف ميندي (بالفرنسية: Adolphe Mendy)‏ هو لاعب كرة قدم سنغالي في مركز الدفاع، ولد في 16 يناير 1960 في السنغال. لعب مع نادي جان دارك.